# Istituto Affari Internazionali
Istituto Affari Internazionali, kurz IAI (deutsch: Institut für Internationale Beziehungen) ist eine private Non-Profit-Organisation, Denkfabrik zur europäischen Integration und Politikwissenschaftliches Forschungsinstitut in Rom.

## Geschichte
Das IAI wurde im Jahr 1965 auf Initiative von Altiero Spinelli, dem ersten Direktor, und mit Unterstützung der Fondazione Olivetti, des Kultur- und Politikvereins Il Mulino, des Centro studi Nord e Sud und der Ford-Stiftung gegründet. Spinelli errichtete das internationale Forschungszentrum nach dem Vorbild der angelsächsischen Denkfabrik: eine private Organisation mit flexibler Struktur, die sich von Universitätsinstituten und Forschungszentren öffentlicher Einrichtungen und Ministerien unterscheidet, jedoch in der Lage ist, effizient mit der Regierung, der öffentlichen Verwaltung, den führenden nationalen Wirtschaftsakteuren sowie den namhaftesten ausländischen Forschungszentren zu interagieren und zusammenzuarbeiten.
Seit September 2020 ist das Institut im eleganten Palazzo Cipolla untergebracht, einem Beispiel für die Architektur der Neorenaissance in Rom. Das IAI verfolgt drei vorrangige Ziele: Forschung, Ausarbeitung politischer Ideen und Strategien sowie Weiterbildung und Förderung des Verständnisses internationaler Probleme.

## Forschung
Das Institut befasst sich im Wesentlichen mit folgenden Forschungsbereichen:
- Europäische Union, Politik und Institutionen
- Globale Akteure (USA, Lateinamerika, Asien, Rus)
- Mittelmeerraum, Mittlerer Osten und Afrika
- Sicherheit und Verteidigungspolitik
- Energiepolitik, Klimapolitik
- Multilateralität und Global Governance (Internationale Wirtschaft, WTO, G7)
- Italienische Außenpolitik

Die Forschungsarbeit wird von einem wissenschaftlichen Team durchgeführt, das sich aus etwa 40 Forschern zusammensetzt; davon fungieren 10 als Projekt- oder Bereichsleiter. Die Mehrzahl der Forschungsprojekte wird in Zusammenarbeit mit ausländischen Instituten ähnlicher Struktur umgesetzt.
Zudem ist das Institut aktives Mitglied und bisweilen auch Initiator verschiedener bedeutender internationaler Forschungsnetzwerke:
- Council of Councils[1]
- EuroMeSCo (EuroMediterranean Study Commission)[2]
- European Think Tanks Group (ETTG)[3]
- TEPSA (Trans European Policy Studies Association)[4]

## Publikationen
Das Institut veröffentlicht verschiedene Fachzeitschriften und Monographien:
- The International Spectator, eine vierteljährliche Peer-review-Zeitschrift (durch Gutachter-beurteilte Artikel) für internationale Politik in englischer Sprache, bei Routledge (Taylor & Francis Group) veröffentlicht[5]
- Trends and Perspectives in International Politics (deutsch: Trends und Perspektiven der internationalen Politik), eine Sammlung von Büchern entweder in Englisch, zu aktuellen Fragen der internationalen Politik, bei Routledge veröffentlicht[6]
- IAI Research Studies (deutsch: IAI-Forschungsarbeiten), eine Sammlung von Büchern entweder in Englisch oder in Italienisch, zu Fragestellungen der internationalen Politik und Wirtschaft, mit denen sich das Institut auseinandersetzt, sowie zu weiteren besonders aktuellen Themen[7]
- IAI Papers und Documenti IAI, Arbeitspapiere in Englisch oder in Italienisch[8]
- IAI Commentaries, Op-eds in Englisch[9]
- AffarInternazionali (deutsch: Internationale Beziehungen), eine Online-Zeitschrift für Politik, Strategie und Wirtschaft[10]

Das IAI verwaltet zwei Webseiten:
- iai.it/en: offizielle Instituts-Webseite
- affarinternazionali.it: Webauftritt der gleichnamigen Online-Zeitschrift